# Phan Trung Kiên
Phan Trung Kiên (sinh năm 1946) là một tướng lĩnh cấp cao trong Quân đội nhân dân Việt Nam, hàm Thượng tướng . Ông nguyên là Ủy viên Ban Chấp hành Trung ương Đảng Cộng sản Việt Nam khóa VIII, IX, X, nguyên Tư lệnh Quân khu 7 (1997 - 2002), Thứ trưởng Bộ Quốc phòng Việt Nam (2002 - 2011). Anh hùng Lực lượng vũ trang nhân dân.

## Tiểu sử
Thượng tướng Phan Trung Kiên sinh năm 1946, tại huyện Củ Chi, tỉnh Gia Định, nay là Thành phố Hồ Chí Minh. Ông mồ côi cha mẹ từ rất sớm. Lúc mới 12 tuổi ông tham gia du kích, rồi phục vụ đội ngũ biệt động thành
- 1965-1969, chiến đấu ở chiến trường Sài Gòn- Gia Định, trưởng thành từ chiến sỹ đến Đội trưởng đội biệt động vùng 3 (Gò Môn) đội phó đội biệt động 67A.
- 1969-1973, huyện đội phó Tây Môn, chính trị viên vùng 2, huyện đội phó Hóc Môn.
- 1974, học tại trường Quân chính Miền.
- Tháng 4-1975, Tiểu đoàn trưởng Tiểu đoàn 2, Tham mưu phó rồi Tham mưu trưởng Trung đoàn Gia Định QK7.
- Tháng 9-1980, Học viên Học viện QS cao cấp
- Tháng 8-1982, Sư đoàn phó Tham mưu trưởng, tháng 8-1986 Sư đoàn trưởng Sư đoàn 317, QK7.
- Tháng 12-1988, Tham mưu phó QK7
- Tháng 6-1990, Chỉ huy phó BCH quân sự Thành phố HCM
- Chỉ huy trưởng BCH quân sự Thành phố HCM (6-1995), quân hàm Thiếu tướng.
- Tháng 12-1997, Tư lệnh Quân khu 7, Quân hàm Trung tướng.
- Tháng 10-2002, Thứ trưởng Bộ Quốc phòng.
- Năm 2004, ông được phong quân hàm Thượng tướng.
- Ông được Nhà nước Việt Nam tặng thưởng danh hiệu Anh hùng lực lượng vũ trang nhân dân năm 1978 vì những thành tích trong kháng chiến chống Mỹ và làm nhiệm bảo vệ biên giới Tây nam tổ quốc.
- Ông được bầu là Ủy viên Ban Chấp hành Trung ương Đảng Cộng sản Việt Nam khóa: VIII, khoá IX và khóa X[3].

Ông còn được biết đến với sự ghi nhận:
- Trong chiến tranh Việt Nam, ông được ghi lại trong bức tranh ký hoạ và được đưa vào bộ tem bưu chính Việt Nam.
- Tháng 8 năm 1998, ông tham gia tái thành lập trường Thiếu Sinh Quân Thành phố Hồ Chí Minh (tiền thân là trường Thiếu Sinh Quân Lê Văn Tám). Và chính thức khai giảng khoá học đầu tiên với hai lớp học (lớp 10 và lớp 11).
- Đương thời, Thượng tướng Phan Trung Kiên còn được biết đến là người luôn quan tâm tổ chức các hoạt động từ thiện.
- Đại tá Phan Quốc Việt (con trai thứ ba) tiếp tục theo sự nghiệp của cha mình.

## Danh hiệu
- Anh hùng lực lượng vũ trang nhân dân (1978)
- Huân chương Độc lập hạng Ba
- Huân chương Quân công giải phóng hạng Nhì
- Huân chương kháng chiến chống Mỹ hạng Nhất
- Huân chương Chiến công hạng Nhất
- Huân chương Chiến công Giải phóng hạng Ba
- Huân chương Chiến sĩ giải phóng hạng Nhất, Nhì, Ba.
- 5 Huy hiệu dũng sỹ diệt Mỹ
- Huân chương Bảo vệ tổ quốc (Campuchia)
- Huy hiệu 40, 45, 50 năm tuổi Đảng